# El estudiante
El estudiante (ang. The Student) – meksykański film dramatyczny z 2009 roku oparty na scenariuszu i reżyserii Roberta Giraulta. Wyprodukowany przez Halo Studio.
Premiera filmu miała miejsce 14 sierpnia 2009 roku w Meksyku.

## Opis fabuły
Akcja filmu rozgrywa się w mieście Guanajuato i opowiada historię 70-letniego Chano, starszego mężczyzny, który postanawia zapisać się na kurs uniwersytecki, aby studiować literaturę.

## Obsada
- Jorge Lavat jako Chano
- Norma Lazareno jako Alicia
- Cristina Obregón jako Carmen
- Pablo Cruz Guerrero jako Santiago
- Siouzana Melikián jako Alejandra
- Jorge Luiz Moreno jako Marcelo
- Cuauhtémoc Duque jako Eduardo
- Daniel Martínez jako Héctor
- Jeannine Derbez jako Sofía
- Silvia Santoyo jako Lucía
- Raúl Adalid jako Jorge
- Sofía Toache jako Matilde
- Fernando Estrada jako Álvaro
- José Carlos Ruiz jako Don Pedro